# ریویرا ۱۴۲۶
سیارک ۱۴۲۶ (به انگلیسی: 1426 Riviera، نامگذاری:1937GF) هزار و چهارصد و بیست و ششمین سیارک کشف شده‌است که در ۱ آوریل ۱۹۳۷ و در نیس کشف شد.
قدر مطلق سیارک برابر ۱۰٫۸۰ است.